# Cernusco sul Naviglio
Cernusco sul Naviglio ist eine Stadt mit 34.863 Einwohnern (Stand 31. Dezember 2023) in der Metropolitanstadt Mailand, Region Lombardei.
Die Nachbarorte von Cernusco sul Naviglio sind Pioltello, Vimodrone, Carugate, Cologno Monzese und Brugherio.

## Bevölkerungsentwicklung
Cernusco sul Naviglio zählt 11.442 Privathaushalte. Zwischen 1991 und 2001 fiel die Einwohnerzahl von 27.160 auf 26.958. Dies entspricht einer prozentualen Abnahme von 0,7 %.

## Wirtschaft
Cernusco sul Naviglio ist Sitz der Ali SpA, der Obergesellschaft der Ali Group.

## Söhne und Töchter der Stadt
- Gaetano Scirea (1953–1989), Fußballspieler
- Roberto Tricella (* 1959), Fußballspieler
- Giovanni Luca Raimondi (* 1966), katholischer Geistlicher, Weihbischof in Mailand
- Alessandro Bega (* 1991), Tennisspieler
- Cristiano Biraghi (* 1992), Fußballspieler